# Philopotamus tenuis
Philopotamus tenuis är en nattsländeart som beskrevs av Martynov 1913. Philopotamus tenuis ingår i släktet Philopotamus och familjen stengömmenattsländor. Inga underarter finns listade i Catalogue of Life.